# Beziehungen zwischen Litauen und den Vereinigten Staaten
Die Beziehungen zwischen Litauen und den Vereinigten Staaten gehen auf das Jahr 1922 zurück, als beide Länder erstmals Beziehungen aufnahmen. Nach einer Unterbrechung durch die sowjetische und deutsche Besatzung Litauens, welche von den USA nie anerkannt wurde, wurden die offiziellen diplomatischen Beziehungen 1990 wieder aufgenommen. In der Folgezeit wurden beide Länder enge militärische und politische Verbündete. Litauen ist eines der USA-freundlichsten Länder in Europa und der Welt. 2011 sahen 73 % der Litauer die USA positiv und 2019 waren es 70 %.

## Geschichte

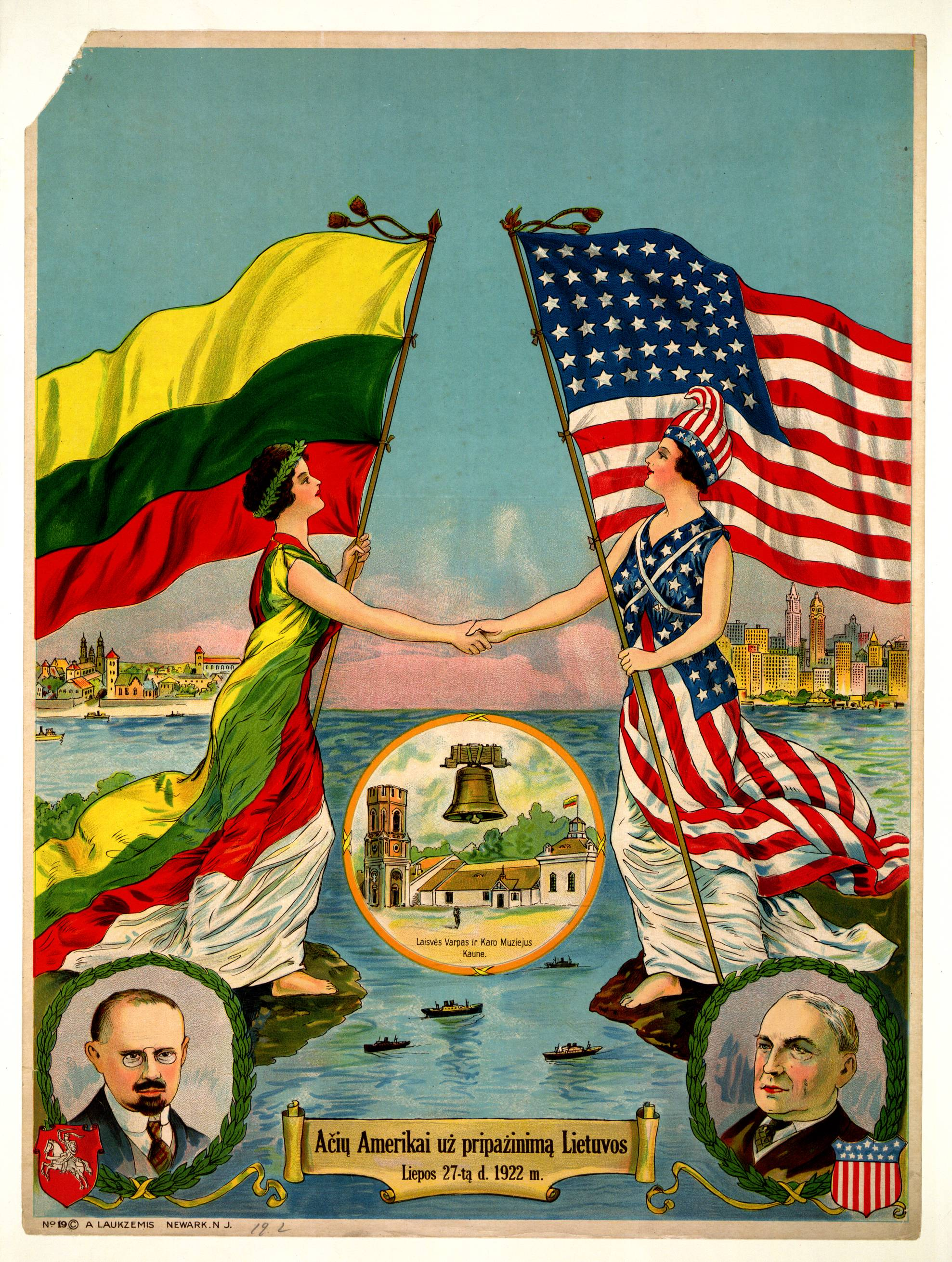
Ein litauisches Plakat aus dem Jahr 1922 zur Feier der Anerkennung Litauens durch die USA

Die litauische Einwanderung nach Amerika begann bereits, bevor die Vereinigten Staaten überhaupt unabhängig wurden. 1659 ließ der litauische Adelige Alexander Curtius in Neu-Amsterdam (dem späteren New York City) als erster Litauer nieder. Litauen war bis 1795 Teil von Polen-Litauen, bis es von ausländischen Mächten aufgeteilt und weitgehend in das Russische Reich eingegliedert wurde. Trotz der Versuche der zaristischen Regierung in Moskau, die Bewohner des Reiches an der Auswanderung zu hindern, kamen im 19. und frühen 20. Jahrhundert viele Litauer in die Vereinigten Staaten und ließen sich vor allem im Nordosten (insbesondere in Pennsylvania) und im Mittleren Westen nieder. Erst der Emergency Quota Act und der Immigration Act beschränkten die Einwanderung aus Litauen.
Die Vereinigten Staaten nahmen am 28. Juli 1922 diplomatische Beziehungen zu Litauen auf. Nach dem Ausbruch des Zweiten Weltkriegs erzwang die sowjetische Invasion und Besetzung die Schließung der amerikanischen Gesandtschaft in Litauen am 5. September 1940. Der litauische diplomatische Dienst in den Vereinigten Staaten wurde jedoch ohne Unterbrechung fortgesetzt. Die Vereinigten Staaten hatten die erzwungene Eingliederung Litauens in die UdSSR nie anerkannt und betrachteten die Exilregierung Litauens als die legale Fortsetzung der Zwischenkriegsrepublik. Nach dem Ende des Zweiten Weltkriegs unterstützten die USA heimlich den anti-sowjetischen Widerstand in der Litauischen Sozialistischen Sowjetrepublik.
Nach der Unabhängigkeit Litauens 1990 erkannten die USA diese diplomatisch an. Die Vereinigten Staaten und Litauen unterzeichneten 1994 ein Abkommen über den bilateralen Handel und den Schutz des geistigen Eigentums und 1997 ein bilaterales Investitionsabkommen. 1998 wurde ein Abkommen zur verstärkten militärischen Zusammenarbeit unterzeichnet. Die USA waren ein großer Fürsprecher der Aufnahme Litauens in die NATO. Im November 2002 besuchte George W. Bush als erster US-Präsident Litauen, nachdem der NATO-Beitritt der Litauer vereinbart worden war. Er verkündete: „Wer sich Litauen zum Feind macht, macht sich auch die USA zum Feind“.
Nach dem Beginn des Russisch-Ukrainischen Kriegs ab 2014 verstärkten die USA die Militärhilfen und die sicherheitspolitische Zusammenarbeit. Im Juli 2023 war Litauen Gastgeber des NATO-Gipfel in Vilnius 2023, bei dem US-Präsident Joe Biden zusammen mit zahlreichen weiteren führenden Politikern zu Gast war. Während seines Besuchs hielt Präsident Biden eine Rede in der Universität Vilnius.

## Kulturbeziehungen
In den Vereinigten Staaten leben knapp 600.000 Menschen (2021) litauischer Abstammung. Neben vorwiegend katholischen Litauern ließen sich auch viele Juden aus dem Großraum Vilnius in den USA nieder. Zu den bekannten US-Amerikanern litauischer Abstammung gehören die Sängerin Pink, die Sänger Leonard Cohen und Bob Dylan, die Schauspieler Sean Penn, John C. Reilly und Charles Bronson und der Regisseur Robert Zemeckis. Mit der Pflege des litauischen Kulturerbes in den USA ist die Organisation American Lithuanian Cultural Archives beauftragt.
Die US-amerikanische Sportart Basketball gilt in Litauen als Nationalsport und einige Litauer schafften es in die National Basketball Association (NBA).

## Wirtschaftsbeziehungen
Im Jahre 2020 lag das bilaterale Handelsvolumen zwischen beiden Ländern bei knapp 1,5 Milliarden US-Dollar. Über den Hafen von Klaipėda importiert Litauen Flüssigerdgas aus den USA, um seine Energielieferanten zu diversifizieren.